# 2-Ethylhexyl-2,3,4,5-tetrabrombenzoat
2-Ethylhexyl-2,3,4,5-tetrabrombenzoat (EH-TBB oder TBB) ist ein Flammschutzmittel und zählt zu den organisch-chemischen Verbindungen.

## Eigenschaften

Strukturformeln der beiden Enantiomere

EH-TBB ist der Ester aus Tetrabrombenzoesäure und (racemischem) 2-Ethylhexanol. Entsprechend liegt die Verbindung als Racemat zweier Enantiomere vor.

## Verwendung
EH-TBB und Bis(2-ethylhexyl)tetrabromphthalat (BEH-TEBP) sind die beiden bromierten Komponenten des kommerziellen Flammschutzmittelgemischs Firemaster 550, die zusammen rund 50 Massenprozent ausmachen, wobei ihr Massenverhältnis 4:1 beträgt. Die restlichen 50 Massenprozent bestehen aus einem isopropylierten Triarylphosphat und einem Triphenylphosphat. Firemaster 550 wird als Flammschutzmittel bei Kunststoffen wie Polyurethan eingesetzt. Im Elektroschrott wurde in einer 2011 durchgeführten Studie eine durchschnittliche Konzentrationen von 4 ppm gefunden, was das Vorkommen von EH-TBB in elektronischen Geräten bestätigte.

## Nachweis
Die EU empfiehlt ihren Mitgliedstaaten die Überwachung von Lebensmitteln auf Spuren von EH-TBB und anderer bromierter Flammschutzmittel.